# Pusiola asperatella
Pusiola asperatella là một loài bướm đêm thuộc phân họ Arctiinae, họ Erebidae.